# Técnico em segurança do trabalho

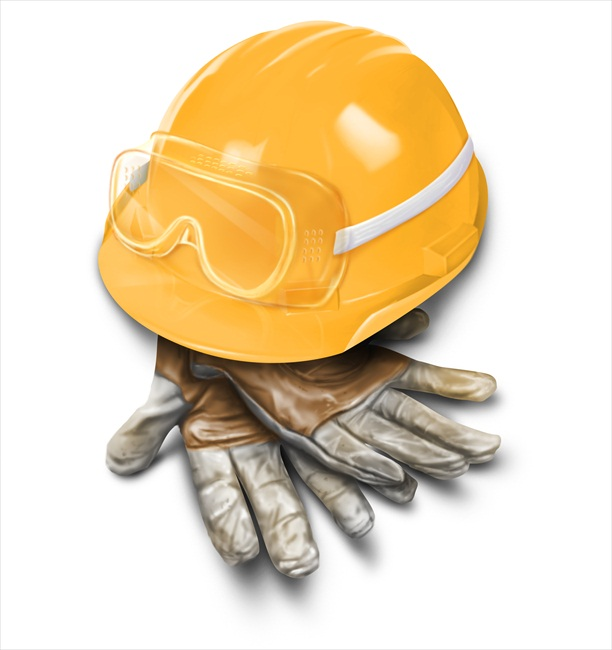
Capacete, luvas de couro e óculos de segurança são símbolos da segurança e saúde ocupacionais num ambiente de construção.

O técnico em segurança do trabalho é o profissional que tem a função de garantir a segurança do trabalho através da adoção de medidas com o objetivo de minimizar os acidentes de trabalho, doenças ocupacionais, bem como proteger a integridade física e psíquica dos trabalhadores durante a atividade laboral.

## No Brasil
No Brasil, o técnico em segurança do trabalho é um profissional com formação de nível médio, regulado pela Lei n.º 7 410, de 27 de novembro de 1985. Dentre suas atribuições, definidas pela Portaria n.º 3 275/89, na NR 27, do Ministro do Trabalho, destacam-se a informação do empregador e dos trabalhadores sobre os riscos presentes no ambiente de trabalho e a promoção de campanhas e outros eventos de divulgação das normas de segurança e saúde no trabalho, além do estudo dos dados estatísticos sobre acidentes e doenças relacionadas ao trabalho. No Brasil, o dia do técnico em segurança do trabalho é comemorado em 27 de novembro.
Na Classificação Brasileira de Ocupações (CBO), editada pelo Ministério do Trabalho e Emprego, o técnico em segurança do trabalho recebe o código 3 516-05. Segundo a CBO, os técnicos de segurança "Elaboram, participam da elaboração e implementam política de saúde e segurança no trabalho (sst); realizam auditoria, acompanhamento e avaliação na área; identificam variáveis de controle de doenças, acidentes, qualidade de vida e meio ambiente. Desenvolvem ações educativas na área de saúde e segurança no trabalho; participam de perícias e fiscalizações e integram processos de negociação. Participam da adoção de tecnologias e/ou processos de trabalho; gerenciam documentação de SST; investigam, analisam acidentes e recomendam medidas de prevenção e controle."
As empresas podem ser obrigadas a contratar técnicos em segurança do trabalho para integrar os Serviços Especializados em Engenharia de Segurança e em Medicina do Trabalho (SESMT), em razão de seu código na Classificação Nacional de Atividades Econômicas (CNAE) e conforme o número de empregados. A obrigação está prevista no artigo 162 da Consolidação das Leis do Trabalho e detalhada na Norma Regulamentadora 4, aprovada pela Portaria n.º 3 214/78, da extinta Secretaria de Segurança e Medicina do Ministério do Trabalho (atual Secretaria de Inspeção do Trabalho).
A equipe do SESMT pode ser composta também por engenheiro de segurança, médico do trabalho, enfermeiro do trabalho, técnico em enfermagem do trabalho e auxiliar de enfermagem do trabalho.